# Tara McNeill
Tara McNeill es una cantante, violinista y arpista norirlandesa conocida últimamente por ser la nueva violinista del conjunto musical irlandés Celtic Woman. Nació el 27 de julio.

## Vida
McNeill proviene de una familia ligada estrechamente con la música. Todos sus hermanos tocan algún instrumento. En su infancia, en la Escuela Primaria de San José en Antrim, Tara demostró su potencial en este arte. El canto en McNeill se dio desde muy temprana edad, a los siete años comenzó a tocar el piano y a los ocho empezó a tocar violín.
McNeill participó en las categorías junior y senior en la orquesta juvenil de Ulster y del NEELB (North Eastern Education and Library Board), permaneciendo allí por siete años y liderando la orquesta senior a los 17 años.
Fue seleccionada como primera alumna en la Escuela de Gramática San Louis, Ballymena, en el período 2008—2009.

## Formación
Tara McNeill es una violinista de formación clásica. Obtuvo una Licenciatura en Enseñanza e Interpretación Musical, con una especialización en violín, de la Real Academia de Música de Irlanda. Allí estudió bajo la tutela de Michael D’Arcy. McNeill se graduó con honores de primera clase en junio de 2009 obteniendo las más altas calificaciones del año.
Tara toca un violín Roger Hansell.

## Carrera
Entre 2010 y 2014 participa en las giras musicales del destacado coro irlandés Anúna, allí apareció como violinista solista y como cantante. Fue incluida como violinista en el álbum Illumination de Anúna publicado en 2012. En abril de 2013 apareció en la obertura del Concerto para violín de Finzi en la sala National Concert Hall de Dublín, Irlanda. En 2014, McNeill fue intérprete principal de violín, arpa y canto en el espectáculo Ireland Calling. El show se llevó a cabo en Copenhague, Dinamarca y en Dublín, Irlanda.
McNeill ha viajado por muchos países tocando con destacados artistas y grupos de relevancia mundial como Barry Douglas, Bono, Il Divo, Julie Feeney, Josh Groban y Damien Rice. Ha actuado en prestigiosos escenarios, incluyendo el Carnegie Hall, el Centro de arte oriental de Shanghái y el Gran Teatro Nacional de China.
Antes de su incorporación a Celtic Woman, McNeill enseñó violín en la Escuela Junior Mount Anville en Dublín a más de 50 estudiantes. McNeill comenzó la grabación de su primer álbum de estudio el 8 de agosto de 2016, posterior al anuncio de su llegada a Celtic Woman.

## Celtic Woman
El 13 de agosto de 2015 Tara formó parte de la orquesta del conjunto musical Celtic Woman en la grabación de su concierto de su décimo álbum de estudio Celtic Woman: Destiny. McNeill exclusivamente tocó el arpa en esta presentación, llevada a cabo en la Mansion House en Dublín, Irlanda.
El 7 de agosto de 2016, Celtic Woman anunció que McNeill tomaría el lugar de su antigua violinista Máiréad Nesbitt en la agrupación, ya que ésta dejaría el grupo para dedicarse a grabar su segundo álbum en solitario, Hibernia.
El 15 de agosto de 2016 Celtic Woman comenzó a grabar nuevos temas para su nuevo álbum Celtic Woman: Voices of Angels; lanzamiento previsto para la quincena de noviembre, en donde McNeill participará oficialmente en una producción de estudio para el grupo, sin embargo el debut de Tara con Celtic Woman se dio en un concierto en Johannesburgo el 16 de setiembre de 2016.